# Kpelle (Sprache)
Das Kpelle (auch Kpèlé geschrieben) ist eine Sprache der Mande-Gruppe, eines Zweigs der Niger-Kongo-Sprachen. Kpelle wird von der ebenfalls Kpelle genannten Ethnie in Liberia (500.000 Sprecher, [kpe]) und Guinea (300.000, [gkp]) gesprochen.
Die Kpelle entwickelten für ihre Sprache ihr eigenes Schriftsystem, die Kpelle-Schrift. Wilton G. S. Sankawulo, Schriftsteller und Hochschullehrer aus dem Volk der Kpelle, später sogar liberianischer Präsident, übersetzte die Bibel in die Sprache der Kpelle.